# Satomi Hanamura
Pour l’article homonyme, voir Motoji Hanamura.
Satomi Hanamura (花村怜美, Hanamura Satomi), née le 3 juillet 1984, est une seiyû (doubleur d'anime) et une actrice japonaise. Elle est également membre du groupe pop Sorachoco.
Elle est principalement connue pour avoir incarné Yuka Nakagawa dans le film Battle Royale, et pour avoir interprété l'opening, ainsi que plusieurs voix, de Galaxy Angel Rune.

## Filmographie
- Battle Royale : Yuka Nakagawa

## Doublage

### Anime
- Byousoku 5 centimeter : Kanae Sumida
- Coyote Ragtime Show (en) : January
- Kenko Zenrakei Suieibu Umishô : Akira Koshiba ; Ran Shinmi
- Mameushi-kun : Pinko
- Minami no Shima no Chiisana Hikouki Birdy : Phin
- Mushishi : Sane
- School Rumble-Second Term : Ayano Kinugawa
- Tôkyô Magnitude 8.0 : Mirai Onosawa
- Windy Tales : Miki

### OAV
- Happy World! : Elle